# 泥田坊

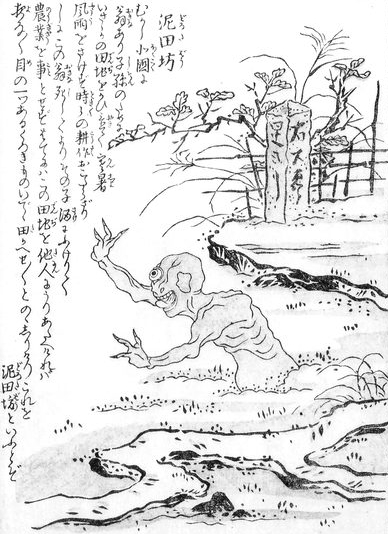
鳥山石燕『今昔百鬼拾遺』より「泥田坊」

鳥取県境港市・水木しげるロードに設置されている「泥田坊」のブロンズ像。

泥田坊（どろたぼう）は、鳥山石燕による画集『今昔百鬼拾遺』にある日本の妖怪。

## 概要
石燕による泥田坊は顔が片目のみで手の指が3本しかなく、泥田から上半身のみを現した姿で描かれている。『今昔百鬼拾遺』の解説文には、
とあり、北国に住む翁が、子孫のために田を買って耕作し、その田を遺して亡くなったが、その息子は農業を継ぐどころか酒を飲んでばかりで果ては田を売り払ってしまい、その後、夜な夜な田に一つ目の者が現れ「田を返せ、田を返せ」と罵ったとある。現代、そのような伝承は当時の他の文献や民間伝承などでは確認されておらず、未詳であるとされている。
昭和・平成以後の妖怪に関する文献では石燕の解説文をもとに、農業を営む老人が田を遺して死んだ末、放蕩息子を怨んで泥田坊という妖怪と化したものとして解説されている。
小説家・山田野理夫の著書『東北怪談の旅』には、「ドロ田坊」という題で山形県にあった話として以下のように述べられている（山田は本来伝承が存在しない石燕の妖怪の伝承を多数創作したことで有名である）。庄内に住むアキという女が、夫の半左衛門が川の工事に狩り出されてずっと家を空けているので、毎日家で怠けていた。しかし周囲から「田で働いているみんなと同じように家から出ろ」と言われ、仕方なく家を出たものの、田植えもせずにぶらぶらしていた。あるとき山へ入ったアキは、見かけない若者に会い、彼と契って毎日楽しむようになった。やがて半左衛門が仕事を終えて家へ帰ると、アキがいない。人づてにアキがよく山へ行っていると聞き、その山へ行ったところ、蛇を股に巻きつけたアキが卵を産み落としていた。呆れた半左衛門は、アキに蛇の妻になれと言い、離婚を言い渡した。アキが山を降りて田のあぜ道を歩いていたところ、田から泥だらけの坊主「ドロ田坊」が現れ、「蛇の子を産むより田植えをしろ」と言い放ったという。

## 解釈
泥田坊は、鳥山石燕の描いた『今昔百鬼拾遺』以外には近世の古い文献における伝承は確認されておらず、いくつかの解釈が存在している。
国文学者・阿部正路は、人間の手の5本指は2つの美徳と3つの悪徳を示し、瞋恚、貪婪、愚痴という3つの悪徳を知恵と慈悲の2つの美徳で抑えているので、3本指の泥田坊は悪徳のみで生きる卑しい存在ではないかとしている。
「どろたぼう」という名称については、何もかも台無しにすること・無茶なことをすることを意味する「泥田を棒で打つ」という諺をもとに石燕によって名づけられたとの説、また、石燕とも狂歌を通じて交流があったと推測される紀州藩の典医・品川玄湖の狂歌師としての雅号・泥田坊夢成（どろたぼう ゆめなり）に由来しているという説などが考察されている。
一方、妖怪研究家・多田克己は、泥田坊は石燕が言葉遊びから創作したものであり、新吉原（遊廓）を妖怪の姿として描いたものではないかとの説を唱えている。江戸では「北国」（ほっこく）というのは新吉原の異称であり、吉原田圃（よしわらたんぼ）とも呼ばれていた事をはじめ、「田を返せ」（田を耕せ）とは隠語で性交の意味、また「泥」は放蕩の「蕩」（どろ）に通じ、翁が死んだという事は「翁亡くす」転じて「置なくす」すなわち「質草を流す」ということに通じる、といった点を挙げ、石燕の解説文についての解釈をしている（先述の泥田坊夢成も吉原の遊郭で身を持ち崩したとされる）。また、一つ目は男性器の隠語であり、「田を返せ」は新吉原における客引きの言葉とも解釈出来る。